# 至正条格
『至正条格』（しせいじょうかく）は、大元ウルスによって編纂され、至正5年（1345年）に完成した官撰法典。

## 概要
『至正条格』は、『至元新格』・『大元通制』に続く大元ウルスによる第三の官撰法典で、ウカアト・カアン（順帝トゴン・テムル）治世の至正4年（1344年）以前の大元ウルス歴代カアンが発布した法令に関わる一連の聖旨（ジャルリグ）・条画・律令格例・判例などが記録されている。
『至正条格』は明初には既に23巻しか残っていなかったが、清朝中期以後に断片を残して散逸してしまった。しかし、2002年になって新たに韓国において元代刊行の『至正条格』二冊が発見された。この刊本は完全なものではないものの、「条格」・「断例」が各一冊ずつ併せて25巻存在し、中国法制史の研究者から注目されている。
現存する『至正条格』はセチェン・カアン（世祖クビライ）治世の中統元年（1260年）から、至正4年（1344年）に至る80年余りに大元ウルスが頒布したジャルリグ・条画・律令格例が所収されており、その多くは『元史』にも記述がないものである。

## 編纂過程
ウカアト・カアン治世の至元4年（1338年）3月、中書平章政事アギラ（阿吉剌、Agila）に『大元通制』に依拠して条格を編纂せよとの命令がなされ、また後至元6年（1340年）7月には翰林学士承旨デンハ（腆哈、Denha）・奎章閣学士康里巎巎らに『大元通制』を改訂せよとの命令がなされた。至正5年（1345年）11月に編纂は終了し、時の中書右丞相でアルラト部のアルクトゥ（阿魯図、Arqtu）らは入奏し、ウカアト・カアンに『至正条格』の名を賜ることを請願した。この法典は2909条を所収し、その中には制詔150条・条格1700条・断例1059条が含まれており、至正6年旧暦4月5日（1346年4月26日）には『至正条格』中の条格・断例部分（2759条）が天下に頒布された。
『至正条格』は大元ウルスで22年にわたって使用されたが、至正28年旧暦8月2日（1368年9月14日）に明軍が大元ウルスの首都の大都を攻略し、大元ウルスがモンゴル高原に北遷した（北元）後、『至正条格』は用いられなくなり次第に散逸していった。

## 散逸から再発見まで
明初に編纂された『永楽大典』には『至正条格』が所収されているが、この頃既に原本は失われ残本しか残っておらず、原本が何巻本だったかも不明である。『永楽大典』の記載によると、残本は23巻で、祭祀・戸令・学令・選挙・倉庫・捕亡・賦役・獄官など27項目に分かれているという。
清朝の乾隆年間に編纂された『四庫全書』には『永楽大典』に引用されていた『至正条格』の文章を纏めた書物が所収される予定であった。『四庫総目提要』の記載によると、『永楽大典』収録の23巻残本『至正条格』の内容は以下のようなものであったという。
しかし結局の所『四庫全書』にはこの解題のみが残されて本文は所収されることがなく、この書物もまた清代に散逸してしまった。
近現代において多くの研究者が『至正条格』は散逸してしまったと考える中で、2002年に韓国東南部の慶州において元代刊行の残本『至正条格』二冊が発見された。数百年にわたる経年劣化によって損傷が大きかったものの、数年の修復・整理作業を経て2007年8月に韓国学中央研究院より影印本・校注本の二冊が出版された。